# Buków (Ukraina)
Buków (ukr. Буків, Bukiw) – wieś na Ukrainie, w obwodzie wołyńskim, w rejon łuckim.